# Loretta Swit
Loretta Jane Szwed, dite Loretta Swit, est une actrice américaine née le 4 novembre 1937 à Passaic (New Jersey) et morte le 30 mai 2025 à New York (État de New York).

## Biographie

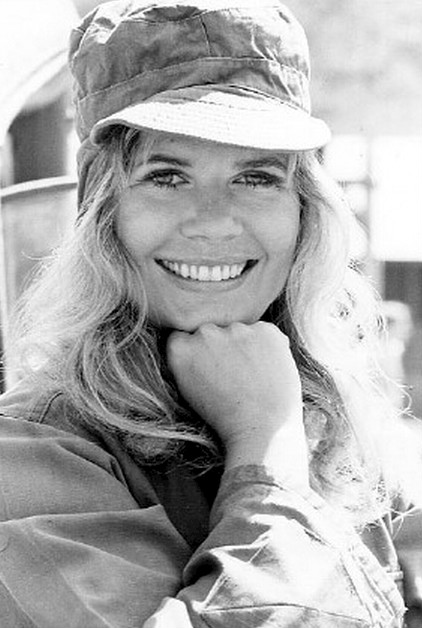
Loretta Swit dans la série télévisée M*A*S*H (1972).

Elle naît à Passaic dans le New Jersey, de parents d’origine polonaise, Lester et Nellie Swed. Elle est diplômée du Lycée Pape Pie XII à Passaic en 1955. En 1957, elle obtient son diplôme de la Katharine Gibbs School de Montclair en juin, puis travaille comme sténographe à Bloomfield. Elle étudie le théâtre avec Gene Frankel à Manhattan à New York;  elle le considère comme son professeur de théâtre (acting coach). Elle revient régulièrement à son studio pour parler avec des acteurs en herbe tout au long de sa carrière. Swit est également chanteuse, après avoir été formée à l’American Academy of Dramatic Arts.

## Filmographie
- 1972 : Deadhead Miles (en), de Vernon Zimmerman : Woman with Glass Eye
- 1972 : Stand Up and Be Counted : Hilary McBride
- 1972 : Fireball Forward (TV) : Nurse
- 1972 : M*A*S*H (TV) : Major Margaret « Lèvres en feu » Houlihan
- 1973 : Shirts/Skins (TV) : Linda Bush
- 1974 : Les Anges gardiens (Freebie and the Bean) : Mildred Meyers
- 1975 : The Last Day (TV) : Daisy
- 1975 : It's a Bird... It's a Plane... It's Superman (TV) : Sydney
- 1975 : Course contre l'enfer (Race with the Devil) : Alice Stewart
- 1977 : The Hostage Heart (en) (TV) : Chris LeBlanc
- 1979 : Mirror, Mirror (TV) : Sandy McLaren
- 1979 : Friendships, Secrets and Lies (TV) : B. J.
- 1979 : Valentine (TV) : Emily
- 1980 : The Love Tapes (TV) : Samantha Young
- 1981 : S.O.B. : Polly Reed
- 1981 : Cagney et Lacey (TV) : Détective Christine Cagney
- 1982 : The Kid from Nowhere (TV) : Caroline Baker
- 1982 : Games Mother Never Taught You (TV) : Laura Bentells
- 1983 : The Best Christmas Pageant Ever (TV) : Grace Bradley
- 1983 : First Affair (TV) : Jane Simon
- 1985 : The Execution (TV) : Marysia Walenka
- 1985 : Beer : B.D. Tucker
- 1986 : Whoops Apocalypse : Présidente Barbara Adams
- 1986 : Miracle at Moreaux (TV) : Sœur Gabrielle
- 1986 : Dreams of Gold: The Mel Fisher Story (TV) : Deo Fisher
- 1988 : 14 Going on 30 (TV)
- 1989 : My Dad Can't Be Crazy... Can He? (TV) : Wanda Karpinsky
- 1990 : A Matter of Principle (TV)
- 1991 : Hell Hath No Fury (TV)
- 1992 : The Big Battalions (feuilleton TV) : Cora Lynne
- 1992 : A Killer Among Friends (TV) : Détective Patricia Staley
- 1996 : L'Esprit de la forêt (Forest Warrior) : Shirley
- 1998 : Beach Movie : Mrs. Jones
- 2006 : The Fourth Annual TV Land Awards: A Celebration of Classic TV (TV) : Major Margaret « Lèvres en feu » Houlihan - 'Grey Anatomy' Skit